# Katie Hatton
Katie Hatton (née Jefferson ; 18 décembre 1876 – 24 janvier 1992) était une supercentenaire américaine dont l’âge est validé par le Gerontology Research Group (GRG). À sa mort, elle était la deuxième personne la plus âgée connue aux États-Unis, après Delphia Welford, et la troisième personne la plus âgée au monde, après Jeanne Calment et Delphia Welford.

## Biographie
Katie Hatton est née Katie Jefferson à Camp Zion, dans le comté de Wharton, au Texas, le 18 décembre 1876. Elle était la fille de Harrison Jefferson et de Nellie Hooks. Katie prétendait être née en 1875 (ou 1876). Enfant, elle aidait son père à la ferme. Ses parents étaient des esclaves affranchis. Elle a fait ses études au sein de la communauté de Camp Zion à Spanish Camp, puis au Guadalupe College de Seguin. 
Agricultrice, femme d'affaires et femme au foyer dévouée, elle a grandi dans la région et a épousé son premier mari, Nora Ray, le 4 octobre 1900. Le couple a eu un enfant avant le décès de Nora. Katie a ensuite épousé un homme nommé John Hatton et a eu deux autres enfants. Elle a été membre de l'Église baptiste de Camp Zion pendant plus de 75 ans. 
Katie Hatton a résidé toute sa vie à Camp Zion et y est décédée le 24 janvier 1992, à l'âge de 115 ans et 37 jours. Elle laisse dans le deuil ses trois enfants, 13 petits-enfants et plusieurs arrière-petits-enfants et arrière-arrière-petits-enfants. À son décès, elle était la doyenne du comté de Wharton.